# Christian Pescatori
Christian Pescatori, född den 1 december 1971 i Brescia, är en italiensk racerförare.